# Licha Zhen
Licha Zhen (kinesiska: 里岔镇, 里岔) är en köping i Kina. Den ligger i provinsen Shandong, i den östra delen av landet, omkring 260 kilometer öster om provinshuvudstaden Jinan. Antalet invånare är 26619. Befolkningen består av 13 252 kvinnor och 13 367 män. Barn under 15 år utgör 15,0 %, vuxna 15-64 år 70 %, och äldre över 65 år 13,0 %. Licha Zhen ligger vid sjön Huangjiahe Shuiku.
Genomsnittlig årsnederbörd är 757 millimeter. Den regnigaste månaden är juli, med i genomsnitt 239 mm nederbörd, och den torraste är januari, med 11 mm nederbörd.